# Diotallevi di Angeluccio

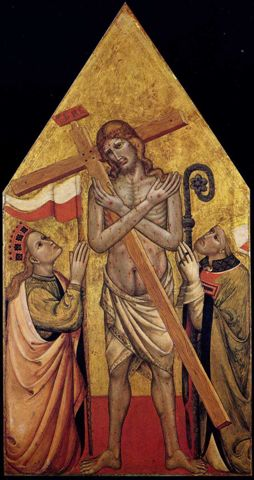
Diotallevi di Angeluccio: Cristo tra Sant'Anatolia e San Cataldo; verso dello stendardo processionale, tavola dipinta su fondo d'oro

Diotallevi di Angeluccio (Esanatoglia, XIV secolo – ...) è stato un pittore italiano.

## Biografia
Diotallevi di Angeluccio nacque a Santa Natoglia, oggi Esanatoglia, nelle Marche.
Svolse la sua attività nella seconda metà del XIV secolo in area marchigiana, tra le valli dell'Esino e del Potenza, documentata a partire dal 1381, ossia nel periodo in cui convenzionalmente si colloca l'inizio del tardo gotico. Stilisticamente appartenne alla scuola dei pittori di Fabriano (Allegretto Nuzi e Francescuccio di Cecco Ghissi), ma accolse anche la lezione della pittura fiorentina contemporanea.
Opere dell'artista sono presenti presso la Chiesa della Madonna della Misericordia di Esanatoglia e nella pinacoteca di San Severino Marche; alcuni suoi affreschi sopravvivono nella chiesa di San Domenico della stessa città. Altri lavori sono stati attribuiti a Diotallevi, come le pitture nel santuario della Madonna delle Macchie presso Gagliole e nel santuario della Madonna di Valcora (Fiuminata).